# Distretto di Ulcumayo
Il distretto di  Ulcumayo è uno dei  quattro distretti della provincia di Junín, in Perù. Si trova nella regione di Junín e si estende su una superficie di  1002,13 chilometri quadrati.